# Ukhrul (district)
Ukhrul is een district van de Indiase staat Manipur. In 2001 telde het district 140.946 inwoners op een oppervlakte van 4547 km². Het zuidelijke gedeelte splitste zich in 2016 echter af en vormt sindsdien het district Kamjong.
Bishnupur · Chandel · Churachandpur · Imphal-Oost · Imphal-West · Jiribam · Kakching · Kamjong · Kangpokpi · Noney · Pherzawl · Senapati · Tamenglong · Tengnoupal · Thoubal · Ukhrul